# Omar Cummings
Omar Cummings (Old Harbour, 13 juli 1982) is een Amerikaans–Jamaicaans voetballer. In 2016 tekende hij een contract bij FC Cincinnati uit de North American Soccer League.

## Clubcarrière
Cummings werd als eenendertigste gekozen in de MLS SuperDraft 2007 door Colorado Rapids. Hij maakte zijn debuut op 2 juni 2007 in een met 2-1 verloren wedstrijd tegen Toronto FC. Zijn eerste competitiedoelpunt maakte hij op 16 augustus 2007 tegen New England Revolution. Op 27 december 2010 werd bekendgemaakt dat Cummings een stage doorliep bij Aston Villa. Villa-trainer Gérard Houllier was onder de indruk van Cumming's kwaliteiten maar door problemen met Cumming's werkvergunning werd een deal uitgesloten. Cummings keerde terug naar Colorado en speelde daar op 30 april 2010 tegen Chicago Fire zijn honderdste wedstrijd voor de club.
Op 22 december 2012 werd Cummings naar Houston Dynamo gestuurd inruil voor Nathan Sturgis. Daar speelde hij in zijn eerste seizoen in elf competitiewedstrijden waarvan slechts één in de basis. In die elf wedstrijden maakte hij geen enkel doelpunt en gaf hij geen assists. Op 27 maart 2015 tekende hij bij San Antonio Scorpions. Hij debuteerde op 4 april 2015 tegen Tampa Bay Rowdies en maakte in de negentigste minuut een doelpunt. De wedstrijd werd uiteindelijk met 3-1 verloren door San Antonio.